# Irreguljär krigföring
Irreguljär krigföring är småskalig krigföring utan reguljära förband (arméer) eller organisation och som därmed inte styrs från en centralmakt (regering), och kan betraktas som den äldsta formen av krig. Irreguljär krigföring innefattar sådant som stamkrig, gerillakrigföring, terrorism, vissa inbördeskrig samt vissa folkuppror och våldsamma revolutioner. Den irreguljära krigföringen kan utföras mot civilbefolkningen, andra irreguljära förband, mot statlig militär eller polis eller mot exempelvis FN-styrkor.
Konventionell krigföring kännetecknas av att den utförs av statliga aktörer och av att en styrka möter en annan styrka i en öppen konfrontation. Krigets lagar ger att den konventionella krigföringen måste skona civilbefolkningen från attacker, och att attacker mot den utgör ett krigsbrott. Den irreguljära krigföringen däremot tenderar att involvera eller rikta sig mot civilbefolkningen, ofta för att den anses utgöra grunden för konflikten ifråga, samt syftar till att göra området instabilt, detta för att erhålla för egen del, eller undergräva för fienden, det folkliga stödet. Metoderna vid irreguljär krigföring tenderar att vara asymmetriska och indirekta, men må också rikta sig mot militära mål i syfte att besegra fiendens makt, vilja, kontroll över territoriet och annan influens.
Irreguljär krigföring kan också definieras som krigföring utan restriktioner, där alla medel som kan antas bidra till att vinna sin sak tas i akt. Det förekommer av den anledningen kritik mot att uppställa en distinktion mellan reguljär och irreguljär krigföring, eftersom det också under reguljära krig förekommer irreguljära strategier och grupper.